# Klein Erna
Klein Erna ist die Hauptperson der typischen Hamburger Klein-Erna-Witze. Die Figur geht auf die reale Person Erna Nissen zurück.

## Erna Nissen
Erna Nissen wurde Anfang des 20. Jahrhunderts in Schleswig-Holstein geboren. Ihre Familie lebte in Niebüll und in Preetz. Die erste Klein-Erna-Anekdote geht auf ein Missgeschick des jungen Mädchens bei einer Schiffstaufe zurück: Als es ein Boot auf den Namen „Klein Erna“ taufen sollte, zerbrach die Sektflasche nicht. Diese Geschichte erfuhr eine weitere Verbreitung, als die Familie Nissen 1906 nach Hamburg umsiedelte. Ernas Brüder traten dem Jugendclub „Alster-Piraten“ bei und erzählten die Anekdote. Bald erfanden sie und ihre Clubkameraden neue Klein-Erna-Geschichten, in Hamburg auch Döntjes genannt, die in Missingsch, einer Mischung aus Hoch- und Niederdeutsch erzählt wurden. 1958 starb Erna Nissen in Oberbayern.
Die Schriftstellerin Vera Möller (1911–1998) sammelte später viele der verbreiteten Klein-Erna-Witze, gab der Hauptperson den Namen Erna Pumeier und gab die von ihr illustrierten Geschichten über die typische Hamburger Deern  ab 1938 in mehreren Folgen in Buchform heraus.

## Muster der Witze
Klein-Erna-Witze neigen dazu, lakonische Pointen zu haben. Die Witze sind nach verschiedenen Mustern aufgebaut. Dies soll mit einigen Beispielen veranschaulicht werden:

### Naivität und Ungebildetheit
Eine große Gruppe der Witze kokettiert mit der Naivität und der Ungebildetheit der Bewohner des Hamburger Gängeviertels:
- Bei Hagenbeck: „Klein Erna, geh nich so nah ran an die Eisbären – bist sowieso schon so erkältet!“
- Mamma aus’n Fenster: „Klein Erna, muscha die Katze nich immer an Schwanz ziehn!“ Klein Erna: „Tu ich scha auch gaa nich. Die Katze zieht immer, ich halt ihr bloß fest!“
- Klein Erna hatte mal’n englischen Freund [...] bleiben die Folgen ja auch nich aus. – Aber drei Tage hat das Kind man bloß gelebt. Mamma: „Ach, Klein Erna, lass man, verstanden hätten wir es ja doch nich!“
- Klein Erna sitzt mit Fritze auf Treppe. Kommt die Mutter und fragt: „Was macht ihr denn schon wieder da?“ Sagt Fritze: „Ich zeig Klein Erna bloß, wie man Kinder macht...“ Sagt die Mutter: „Achso, ich dacht, ihr raucht schon wieder...“
- Klein Erna wohnt in een 4-Etagen-Haus an Eppendorfer Baum. Eines Tages kömmt'n Mordsgeschrei ut'n Keller: „Mama, Mama, hier is'n Mann!“ „Ja un, loat ihn doch!“ „Heb ich doch, aber he will no'mal!“

### Der Wert des Menschen
Der (Un-)Wert des Menschen ist daran messbar, welche Bedeutung seine Abwesenheit oder sein Tod hat:
- Frau Kripganz zu Klein Ernas Mamma: „Wieviel Kinder haben Sie eigentlich?“ Frau Pumeier: „Fünf: Heini is Bierkutscher, Frieda geht nach die Fabrik, Maata is in Dienst, und denn Klein Bubi!“ „Aber das sind doch bloß vier!“ „Nee, fünf hab ich doch! Heini [...] Klein Bubi – Ach sooo, Klein Erna! Die ischa seit vier Wochen in Krankenhaus, muscha direkt mal nach kucken!“
- An ein schön waamen Sonntag fahrn Mamma, Klein Erna und Klein Bubi mit’n Dampfer von Landungsbrücken nach Blankenese zun Baden. Und wie sie denn in Blankenese ankommen, sagt Mamma zu Klein Erna: „Klein Erna, wo is denn Klein Bubi!?“ „Der is schon bei Neumühlen in Wasser gefallen!“ „Dummes Gör, muscha gleich sagn!“

### Pragmatismus, Hygiene
Das Leben in den Gängevierteln war vom praktischen Denken geprägt:
- Mamma: „Klein Erna, komm ra-auf, Füße waschen, Mamma braucht die Kumme gleich zu Sala-at!“
- Klein Bubi is zur Erholung bei Tante Frieda in Schwaazenbek. Wie er mal auf Toilette muss, geht er denn zu Tante Frieda und fragt: „Wo kann ich denn hier wohl mal?“ Tante Frieda zeigt ihm denn auch das Haus mit’n Herz inne Tür. [...] Wie Klein Bubi denn auf’n Loch für Kinners sitzt, da kommen immer lauter Brummers und setzen sich überall hin, wo Klein Bubi gaa nich mag! Und wie er denn fertig is, da geht er zu Tante Frieda un sagt: „[...] so viele Brummers, und die setzen sich immer überall hin, wo ich gaa nich mag!“ Tante Frieda: „Muscha auch nich jetz hingehn, sondern mittags zwischen 12 und 2, dann sind die Brummers alle in Küche!“

### Verwechslung
Auch der Verwechslungswitz fehlt nicht:
- Klein Erna geht mit ihr’n Heini in Dunkeln spazieren. Und wie sie inne Gegend von Bismarckdenkmal sind und ’n büschen rumknutschen, sagt Klein Erna mit’n mal: „Heini, wis ma sehn, wo ich an Blinddaam opariert bin?“ „O ja, Klein Erna, zeig mal her!“ „Kuck mal, da unten, wo die vielen Lichter brennen, da is das Hafenkrankenhaus, da bin ich an Blinddaam opariert!“

### Kultur
Die Pumeiers gehen zwar ins Thalia-Theater und in die Oper, aber nur wegen des Abonnements. Zum Bildungsbürgertum gehören die Pumeiers jedenfalls nicht. Das belegen diverse Witze.
- „Ich war gestern wieder in Theater.“ „Zu’n Vergnügen?“ „Nee – Abomang!“
- „Sind Sie auch in Thalja-Theater abonniert?“ „Seit Jahrenden – guck schon gaar nich mehr hin!“
- „Gestern war ich in Theater: Faust. Ich denk, is’n Trauerstück und zieh mir ’ne bedeckte Bluse an. Geh ich hin: Is’n Luststück!“

## Verfilmung
- 1969 entstand der Film Klein Erna auf dem Jungfernstieg. Zeitlich ist die Verfilmung in den 1960er Jahren angesiedelt. Viele Klein-Erna-Witze aus den entsprechenden Büchern wurden in den Film integriert.